# Fruticée

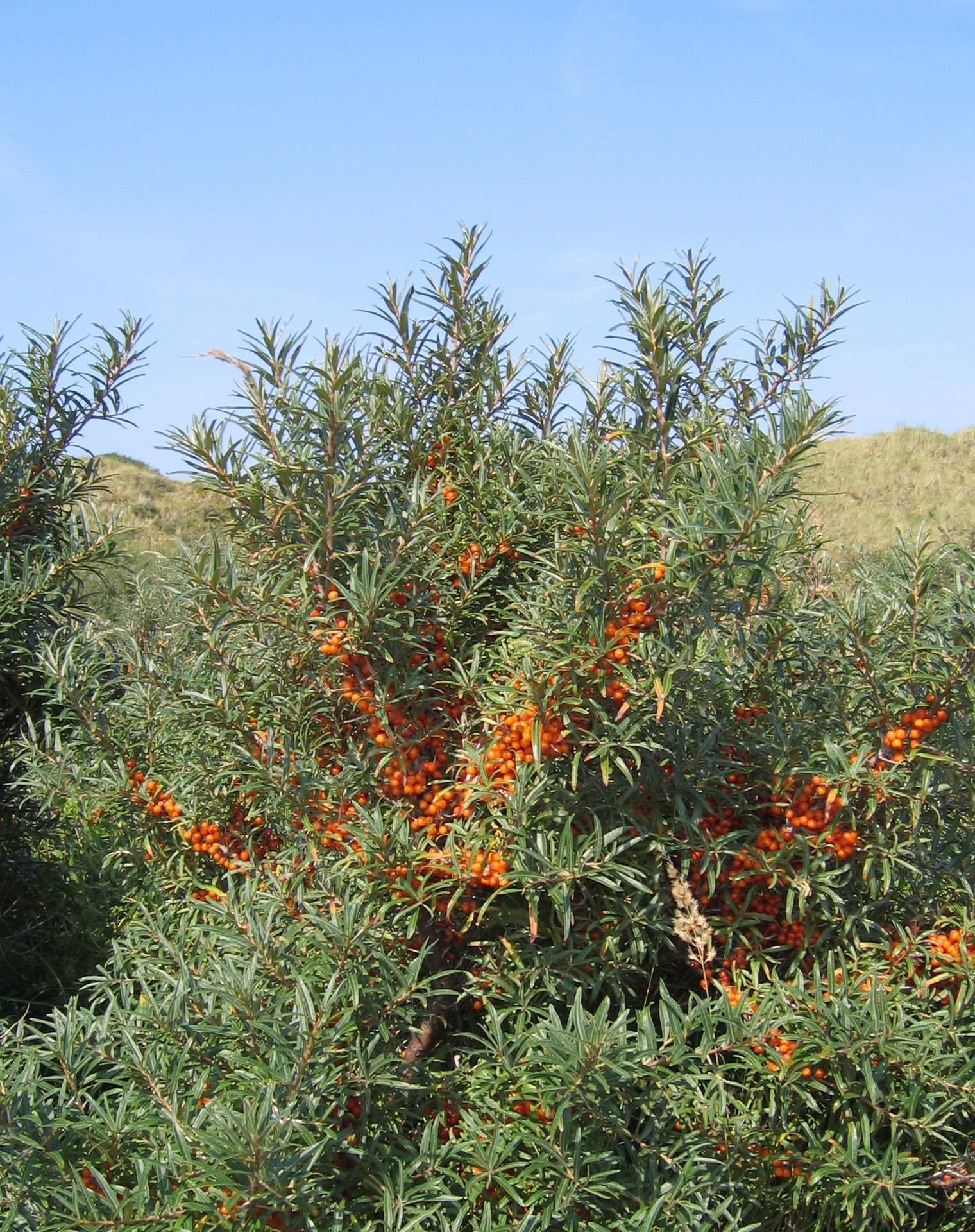
Les argousiers forment souvent des fruticées difficilement pénétrables à l'arrière des dunes côtières d'Europe du Nord.

Une fruticée (du latin frutex, « arbrisseau ») est une formation végétale où dominent des arbustes, des arbrisseaux et des sous-arbrisseaux.
Cette formation peut correspondre à un stade intermédiaire transitoire dans la succession de végétation qui conduit jusqu'à la constitution d'une forêt. Elle peut dans des conditions naturelles plus ingrates représenter un stade stabilisé au-delà duquel la végétation ne connaîtra pas de développement plus important. Elle peut également caractériser un stade de régression à la suite de la dégradation d'un milieu forestier.

## Exemples de fruticées

### Fruticées tempérées d'Europe
- fruticées à pruneliers et ronce commune,
- fruticées à pruneliers et troènes,
- fruticées d'argousiers,
- fruticées d'épine vinette,
- fruticées à buis,
- landes à ajoncs,
- fruticées à Genévriers communs,
- fourrés de noisetiers, etc.

### Fruticées de climat méditerranéen
- maquis,
- garrigue,
- chaparral,
- finbos, etc.